# Joe Walker Town
Joe Walker Town ist eine ehemalige Siedlung im Kern County, Kalifornien, Vereinigte Staaten. Sie lag im Walker Basin (Walker Talbecken) nahe der Joe Walker Mine. Der Ort – wie das Basin und die Mine – war nach Joseph R. Walker benannt, der die Gegend im 19. Jahrhundert erforschte. Mindestens 100 alleinlebende Bergleute lebten in dem Ort, dazu mehr als ein Dutzend Familien. Die Ortschaft diente hauptsächlich dem Betrieb der Joe Walker Mine.

## Joe Walker Mine
Die Joe Walker Goldmine wurde am 20. März 1866 von Hamp Williams gegründet. Er verkaufte die Mine für 2000 $ an Investoren, die sie in erforderlichem Maß ausstatten konnten. Ein Pochwerk wurde aus San Francisco herbeigeschafft. Die Mine erwies sich schnell als eine der profitabelsten in der Gegend und erbrachte in sechs Tagen einen Gewinn von 12 000 $ und während ihrer gesamten Lebensdauer 600 000 $. Das Wasser in der Mine stieg jedoch schneller, als es abgepumpt werden konnte, obwohl eine dampfbetriebene Pumpe (Cornish Engine) aus England angeschafft worden war.
Nach mehreren Besitzerwechseln bis hin zu Senator John P. Jones aus Nevada im Jahr 1873 wurde die Mine stillgelegt. Sie ging in den Besitz von Phoebe Hearst über, blieb aber 60 Jahre lang ungenutzt. 1939 wurde die Mine von Dan Cronin gekauft und 1941 wiedereröffnet. Grubenwasser blieb jedoch ein Problem, und so wurde die Mine letztendlich wieder aufgegeben. Heute wird die Mine als Wasserreservoir zur Bewässerung von Feldern genutzt.